# Île d'Auhah
L'Île d'Auhah est une île inhabitée appartenant au Koweït, située à environ 4 km au sud-est de la côte de l'Île de Failaka dans le Golfe Persique.
Elle fait environ 800 m de long sur 540 m de large, et a une superficie de 34 ha. 
Elle dispose d'un phare et d'un petit héliport.
L'île a été utilisée comme base par l'armée américaine pendant la Guerre du Golfe en 1990-1991.